# Atletica leggera maschile ai Giochi della XXXI Olimpiade
Ai Giochi della XXXI Olimpiade di Rio de Janeiro 2016 sono stati assegnati 24 titoli nell'atletica leggera maschile.

## Calendario
| Uomini       |         |       |            |            |                         |                         |                   |                   |          |    |    |
|              | 100 m   | 100 m |            |            |                         | Staffetta 4×100 m       | Staffetta 4×100 m |                   |          | 24 |    |
| 400 m        | 400 m   | 400 m |            | 200 m      | 200 m                   | 200 m                   | Staffetta 4×400 m | Staffetta 4×400 m |          | 24 |    |
| 800 m        | 800 m   |       | 800 m      | 1500 m     |                         | 1500 m                  |                   | 1500 m            |          | 24 |    |
|              | 10000 m |       |            |            | 5000 m                  |                         |                   | 5000 m            |          | 24 |    |
|              |         |       | 3000 siepi |            | 3000 siepi              |                         |                   |                   |          | 24 |    |
|              |         |       | 400 m ost. | 400 m ost. |                         | 400 m ost.              |                   |                   |          | 24 |    |
| Marcia 20 km |         |       |            |            |                         |                         | Marcia 50 km      |                   | Maratona | 24 |    |
| Lungo        | Lungo   | Alto  |            | Alto       |                         |                         | Peso              |                   |          | 24 |    |
|              | Asta    |       | Asta       |            | Martello                |                         | Martello          |                   |          | 24 |    |
| Disco        | Disco   |       | Triplo     | Triplo     | Giavellotto             |                         |                   | Giavellotto       |          | 24 |    |
|              |         |       | 110 m ost. | 110 m ost. | Decathlon (1ª giornata) | Decathlon (2ª giornata) |                   |                   |          | 24 |    |
|              |         |       |            |            |                         |                         |                   |                   |          |    |    |
| Titoli       | 1       | 3     | 2          | 2          | 3                       | 1                       | 3                 | 4                 | 4        | 1  | 24 |

|  | Qualificazioni |  | Finali |

A Londra gli 800 e 1500 metri erano stati sovrapposti. Si ripara all'errore: il doppio giro di pista apre la settimana olimpica, mentre gli ultimi giorni sono riservati al miglio (com'era già accaduto dal 1948 al 1988).
Staffette: a Londra la 4x100 veniva un giorno dopo la 4x400. A Rio de Janeiro le parti sono invertite (gli organizzatori sono in vena di esperimenti). Le conseguenze ricadono sugli atleti: il primo giorno della staffetta veloce coincide con la finale dei 200 metri. È la prima volta nel programma maschile (una stessa svista si era verificata a Pechino per le donne).
Concorsi: in quattro casi la finale si tiene 24 ore dopo le qualificazioni; in altri tre casi due giorni dopo. Nel Peso, com'è ormai consuetudine, si fa tutto in un giorno. 
A Rio de Janeiro si sperimenta la collocazione di alcune finali in orario mattutino. È la prima volta ai Giochi olimpici. Tale scelta riguarda:
- 400 metri ostacoli (ore 12:00);
- 3000 metri siepi (ore 11:50);
- Salto triplo (ore 9:50);
- Lancio del disco (ore 10:50).

Undici titoli sono assegnati nella prima parte del programma (fino a martedì); gli altri tredici sono assegnati nei restanti giorni.

## Nuovi record
Il record mondiale è, per definizione, anche record olimpico.
| Nuovo record mondiale in       | 1 specialità: | 400 metri piani                                                         |
| Nuovo record olimpico in altre | 4 specialità: | 3000 m siepi, Salto con l'asta, Getto del peso e Decathlon (eguagliato) |

## Risultati delle gare
| Specialità | Oro                                                                                            | Risultato  | Argento                                                                             | Risultato | Bronzo                                                                             | Risultato | Dettagli            |
| --- | ---------------------------------------------------------------------------------------------- | ---------- | ----------------------------------------------------------------------------------- | --------- | ---------------------------------------------------------------------------------- | --------- | ------------------- |
| 100 m | Usain Bolt                                                                                     | 9"81       | Justin Gatlin                                                                       | 9"89      | Andre De Grasse                                                                    | 9"91      | Classifica completa |
| 200 m | Usain Bolt                                                                                     | 19"78      | Andre De Grasse                                                                     | 20"02     | Christophe Lemaitre                                                                | 20"12     | Classifica completa |
| 400 m | Wayde van Niekerk                                                                              | 43"03      | Kirani James                                                                        | 43"76     | LaShawn Merritt                                                                    | 43"85     | Classifica completa |
| 800 m | David Rudisha                                                                                  | 1'42"15    | Taoufik Makhloufi                                                                   | 1'42"61   | Clayton Murphy                                                                     | 1'42"93   | Classifica completa |
| 1 500 m | Matthew Centrowitz                                                                             | 3'50"00    | Taoufik Makhloufi                                                                   | 3'50"11   | Nick Willis                                                                        | 3'50"24   | Classifica completa |
| 5 000 m | Mohamed Farah                                                                                  | 13'03"30   | Paul Chelimo                                                                        | 13'03"90  | Hagos Gebrhiwet                                                                    | 13'04"35  | Classifica completa |
| 10 000 m | Mohamed Farah                                                                                  | 27'05"17   | Paul Kipngetich Tanui                                                               | 27'05"64  | Tamirat Tola                                                                       | 27'06"26  | Classifica completa |
| 3 000 m siepi | Conseslus Kipruto                                                                              | 8'03"28    | Evan Jager                                                                          | 8'04"28   | Mahiedine Mekhissi-Benabbad                                                        | 8'11"52   | Classifica completa |
| 110 m ostacoli | Omar McLeod                                                                                    | 13"05      | Orlando Ortega                                                                      | 13"17     | Dimitri Bascou                                                                     | 13"24     | Classifica completa |
| 400 m ostacoli | Kerron Clement                                                                                 | 47"73      | Boniface Mucheru Tumuti                                                             | 47"78     | Yasmani Copello                                                                    | 47"92     | Classifica completa |
| Maratona | Eliud Kipchoge                                                                                 | 2h08'44"   | Feyisa Lilesa                                                                       | 2h09'54"  | Galen Rupp                                                                         | 2h10'05"  | Classifica completa |
| Marcia 20 km | Wang Zhen                                                                                      | 1h19'14"   | Cai Zelin                                                                           | 1h19'26"  | Dane Bird-Smith                                                                    | 1h19'37"  | Classifica completa |
| Marcia 50 km | Matej Tóth                                                                                     | 3h40'58"   | Jared Tallent                                                                       | 3h41'16"  | Hirooki Arai                                                                       | 3h41'24"  | Classifica completa |
| Salto in alto | Derek Drouin                                                                                   | 2,38 m     | Mutaz Essa Barshim                                                                  | 2,36 m    | Bohdan Bondarenko                                                                  | 2,33 m    | Classifica completa |
| Salto con l'asta | Thiago Braz da Silva                                                                           | 6,03 m     | Renaud Lavillenie                                                                   | 5,98 m    | Sam Kendricks                                                                      | 5,85 m    | Classifica completa |
| Salto in lungo | Jeff Henderson                                                                                 | 8,38 m     | Luvo Manyonga                                                                       | 8,37 m    | Greg Rutherford                                                                    | 8,29 m    | Classifica completa |
| Salto triplo | Christian Taylor                                                                               | 17,86 m    | Will Claye                                                                          | 17,76 m   | Dong Bin                                                                           | 17,58 m   | Classifica completa |
| Getto del peso | Ryan Crouser                                                                                   | 22,52 m    | Joe Kovacs                                                                          | 21,78 m   | Tomas Walsh                                                                        | 21,36 m   | Classifica completa |
| Lancio del disco | Christoph Harting                                                                              | 68,37 m    | Piotr Małachowski                                                                   | 67,55 m   | Daniel Jasinski                                                                    | 67,05 m   | Classifica completa |
| Lancio del martello | Dilšod Nazarov                                                                                 | 78,68 m    | Ivan Cichan                                                                         | 77,79 m   | Wojciech Nowicki                                                                   | 77,73 m   | Classifica completa |
| Lancio del giavellotto | Thomas Röhler                                                                                  | 90,30 m    | Julius Yego                                                                         | 88,24 m   | Keshorn Walcott                                                                    | 85,38 m   | Classifica completa |
| Decathlon | Ashton Eaton                                                                                   | 8 893 p. = | Kévin Mayer                                                                         | 8 834 p.  | Damian Warner                                                                      | 8 666 p.  | Classifica completa |
| Staffetta 4×100 m | Giamaica Asafa Powell Yohan Blake Nickel Ashmeade Usain Bolt Jevaughn Minzie Kemar Bailey-Cole | 37"27      | Giappone Ryota Yamagata Shōta Iizuka Yoshihide Kiryū Aska Cambridge                 | 37"60     | Canada Akeem Haynes Aaron Brown Brendon Rodney Andre De Grasse Mobolade Ajomale    | 37"64     | Classifica completa |
| Staffetta 4×400 m | Stati Uniti Arman Hall Tony McQuay Gil Roberts LaShawn Merritt Kyle Clemons David Verburg      | 2'57"30    | Giamaica Peter Matthews Nathon Allen Fitzroy Dunkley Javon Francis Rusheen McDonald | 2'58"16   | Bahamas Alonzo Russell Michael Mathieu Steven Gardiner Chris Brown Stephen Newbold | 2'58"49   | Classifica completa |
| record mondiale; record olimpico; record mondiale stagionale; record africano; record asiatico; record europeo; record nord-centroamericano e caraibico; record sudamericano; record oceaniano; record nazionale; record personale; record personale stagionale. |                                                                                                |            |                                                                                     |           |                                                                                    |           |                     |

Statistiche
Dei 19 vincitori di gare individuali di Londra (Usain Bolt e Mohammed Farah vinsero due ori ciascuno; il titolo del Salto in alto fu revocato), solo Félix Sánchez (400 ostacoli) ha lasciato l'attività agonistica. Bisogna sottrarre anche Aries Merritt (110 hs), che non si è qualificato, e il marciatore cinese Chen Ding, che non è stato selezionato. I rimanenti 16 campioni olimpici si ripresentano a Rio de Janeiro per difendere il titolo. Cinque riescono a confermarsi: Bolt e Farah (entrambi rivincono i due ori di quattro anni prima); David Rudisha (800 metri); Christian Taylor (Salto triplo) e Ashton Eaton (Decathlon). Usain Bolt compie un'impresa riuscendo a confermarsi campione olimpico in tre edizioni diverse dei Giochi su due specialità: 100 e 200 metri.

Sono tre i primatisti mondiali che vincono la loro gara a Mosca, nelle seguenti specialità: 100 e 200 metri (Bolt); 800 metri (Rudisha) e Decathlon (Eaton). 
Nel 2015 si sono tenuti a Pechino i Campionati mondiali di atletica leggera. Tutti i 20 campioni di gare individuali (Bolt e Farah – ancora loro – vinsero due ori) si presentano a Rio per tentare l'abbinamento con l'oro olimpico. Vi riescono in otto: Bolt e Farah (che si confermano bi-campioni); Wayde van Niekerk (400 metri); Rudisha (800 m); Matej Tóth (Marcia 50 km);
Derek Drouin (Salto in alto); Taylor (Triplo) e Eaton (Decathlon).
Rispetto a Pechino, le prestazioni sono superiori solo in quattro casi su 10.

Tre atleti, Bolt, Rudisha e Eaton, si presentano nella veste di campione in carica e di primatista mondiale. Tutti e tre vincono per la seconda volta il titolo. Per Bolt è la terza volta, sia sui 100 che sui 200 metri. Il fuoriclasse giamaicano, infatti, detiene entrambi i record mondiali dal 2009.